# Antoni Janer Torrens
Antoni Janer Torrens (La Puebla, Baleares, 23 de octubre de 1978) es un escritor, divulgador y profesor español.
Es licenciado en Filología Clásica por la Universidad de Barcelona (UB) y en Periodismo por la Universidad Pompeu Fabra (UPF). Inicialmente ejerció como periodista radiofónico en Última Hora Punto Radio y posteriormente se decantó por la docencia, ejerciendo de profesor de latín y griego en un centro de educación secundaria de Inca.
Aparte de su principal profesión como docente, a nivel periodístico ha mantenido su actividad en diversos medios escritos y radiofónicos, manteniendo un perfil de carácter divulgativo y pedagógico abarcando temas tan diversos como Antigüedad clásica, Educación, Etimología, Memoria histórica, Mitología, Sociología o Religión.
Desde 2018 colabora semanalmente en el diario ARA Balears (sección Turista de coa d’ull) con reportajes sobre historia del turismo y memoria histórica, así como cualquier otro tema de interés histórico y social relacionado con Baleares. También ha colaborado esporádicamente en diversas revistas como Clío, Historia y vida, Historia de Iberia Vieja, Memoria, Presència, Sàpiens y El Temps.
En radio ha hecho colaboraciones en IB3 Ràdio en los programas Balears fa ciència y Gabinet de crisi. Cabe destacar sus secciones de filosofía y pensamiento crítico Sapere aude (Múltiplex) y Nihil obstat (Al dia) en la misma emisora autonómica. Aparte, ha impartido numerosas conferencias y charlas sobre mitología y el mundo clásico en toda Mallorca, así como otras actividades relacionadas, como rutas guiadas.

## Obras

### Libros
- Grècia i el naixement de la democràcia. Història de la Humanitat i la Llibertat (vol. IV). Barcelona: Sàpiens Publicacions, 2015 ISBN 978-84-606-6906-7
- Roma i els fonaments del nostre món. Història de la Humanitat i la Llibertat (vol. V). Barcelona: Sàpiens Publicacions, 2015 ISBN 978-84-606-6906-7
- Mitologia per a profans. Manual per entendre la tradició clàssica d'Occident. Publicacions Abadia de Montserrat, 2020 ISBN 978-84-9191-086-2[4]
- La desfeta del paradís. Crònica sociològica del boom turístic a les Balears. Editorial Moll, 2022 ISBN 978-84-273-4062-6[5][6][7]
- Memòria d'una amnèsia. La història amagada del franquisme a les Balears. Editorial Moll, 2025 ISBN 978-84-273-4068-8[8][9][10]

### Artículos
- La vida secreta de les paraules: el sorprenent món de les etimologies. XXVII Jornadas de Antroponímia y Toponimia de la UIB. Manacor, 2014
- L’origen dels noms i cognoms catalans: les arrels antroponímiques que marquen una identitat., Ídem

## Premios y reconocimientos
- Premio de periodismo de investigación de la fundación Fundeso (2001)
- Premio Miquel Duran i Saurina de comunicación, de la Obra Cultural Balear de Inca (2019)[11]